# Лейбористська партія Нової Зеландії
Лейбористська партія Нової Зеландії (англ. New Zealand Labour Party) — лівоцентристська соціал-ліберальна політична партія, що діє в Новій Зеландії з 1935 року. Разом із Національною партією Нової Зеландії входить до числа двох основних партій країни.

## Історія
Лейбористський рух, що одержало основу з широко розвивається на початку XX століття робітничого руху у Великій Британії, зародилося в Новій Зеландії в 1901 році, і вже 1916 була сформована Лейбористська партія.
Участь вже в перших національних виборах в 1919 році дозволило партії отримати вісім місць у Парламенті країни.
В 1935 році партія здобула свою першу перемогу на виборах, і в тому ж році було сформовано перший лейбористський уряд, який очолив Майкл Джозеф Севідж. Лейбористська партія перебувала на чолі країни аж до 1949 року.
Наступна перемога на парламентських виборах була здобута в 1957 році.
2017 року партія повернулась до уряду після 9 років в опозиції, сформувавши коаліційний кабінет із партією «Нова Зеландія передусім».
У жовтні 2020 року партія виграла вибори, здобувши 50 % голосів.
19 січня 2023 року Джасінда Ардерн пішла з посади лідера партії та прем'єр-міністра Нової Зеландії. Її замінив Кріс Гіпкінс.

## Поточне положення
У 1999, 2002 і 2005 роках партія послідовно здобувала перемоги на парламентських виборах. На виборах 8 листопада 2008 року партія поступилася перемогою Національній партії Нової Зеландії.
Лейбористська партія є постійним учасником Соціалістичного інтернаціоналу.